# 장흥 조씨
장흥 조씨(長興曺氏) 전라남도 장흥군을 본관으로 하는 한국의 성씨이다. 시조는 고려에서 문하시중을 지낸 조정통(曺精通)이다.

## 참고 자료
- “장흥조씨(長興曺氏)”. 뿌리를 찾아서.[깨진 링크(과거 내용 찾기)]